# Komnenische Armee
Die Komnenische Armee war die Armee des Byzantinischen Reiches, die unter Kaiser Alexios I. Komnenos im späten 11. Jahrhundert aufgestellt wurde und unter seinen Nachfolgern Johannes II. Komnenos und Manuel I. Komnenos im 12. Jahrhundert ausgebaut wurde.

## Aufbau und Erfolge

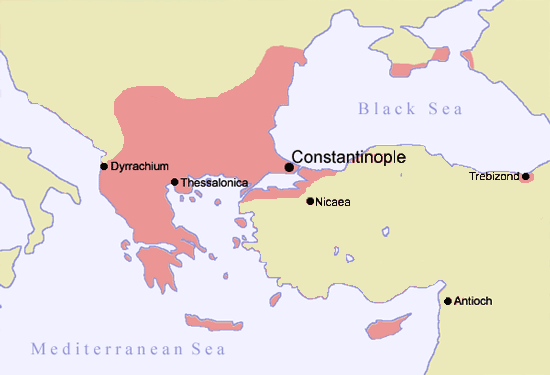
Das Byzantinische Reich um 1081 n. Chr.

Zu Beginn der Herrschaft der Komnenen im Jahr 1081, war das Byzantinische Reich auf das kleinste Gebiet in seiner bisherigen Geschichte reduziert worden. Umgeben von Feinden und durch eine Serie von Bürgerkriegen finanziell ruiniert, waren die Aussichten alles andere als rosig. Das bewährte Themensystem ließ sich unter diesen Umständen, zusammen mit den Veränderungen in der byzantinischen Gesellschaft auch durch den Verlust Anatoliens, nicht länger beibehalten. Kaiser Alexios I. Komnenos war bekannt für seine Fähigkeiten als Heerführer und führte mehrere erfolgreiche Belagerungen durch. Unter seiner Herrschaft konnten jedoch Gebiete von den Türken zurückerobert werden. Durch eine Kombination aus Entschlossenheit, Fähigkeit und jahrelangen Feldzügen gelang es jedoch Alexios I. Komnenos, die Macht des Reiches teilweise wiederherzustellen, indem er eine von Grund auf neue Armee aufbaute. Sie zeichnete sich durch Professionalität und Disziplin aus und umfasste so herausragende Einheiten wie die bereits erwähnte Warägergarde und die Unsterblichen (schwere Kavallerie), die in Konstantinopel stationiert waren, sowie zahlreiche Milizeinheiten aus der Provinz. Zu letzteren zählten auch Kataphrakten aus Makedonien, Thessalien und Thrakien, sowie verschiedene regionale Einheiten aus Gebieten Kleinasiens, etwa von der Schwarzmeerküste. Nicht vergessen werden darf jedoch die Rolle der Kreuzfahrer, deren Eingreifen infolge des 1. Kreuzzugs für den Erfolg der byzantinischen Militäraktionen mit ausschlaggebend war.
Unter Johannes II. Komnenos wurden neue Truppen aus Reichsbürgern in den Provinzen ausgehoben. Als das byzantinische Kleinasien unter Johannes und Manuel I. Komnenos zu blühen begann, kamen mehr Soldaten aus den asiatischen Reichsteilen Neokastra, Paphlagonien und sogar Seleukia im Südosten hinzu. Soldaten mussten auch von besiegten Völkern gestellt werden, wie den Petschenegen (berittene Bogenschützen) und den Serben, welche auch als Siedler in Nikomedia angesiedelt wurden. Truppenteile aus Reichsuntertanen wurden in regulären Einheiten zusammengefasst und sowohl in Asien als auch in Europa stationiert. Hinzu traten oftmals Hilfskontingente aus Antiochia, Serbien oder Ungarn, aber auch so betrug der Anteil der Byzantiner an der Armee meist etwa zwei Drittel der Gesamtstärke, während Fremde das restliche Drittel ausmachten. Infanterie, Kavallerie und Bogenschützen wurden zu Gruppen zusammengefasst, die sich nach dem Prinzip der verbundenen Waffen gegenseitig unterstützten.

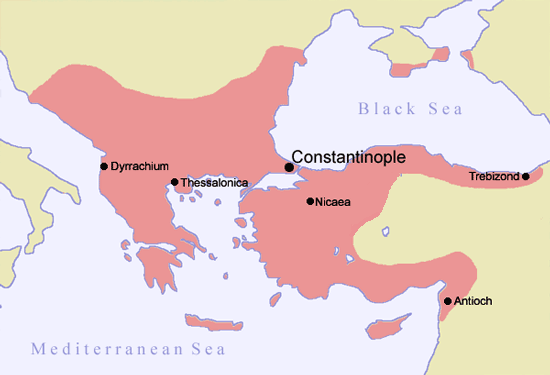
Das Byzantinische Reich um 1180, am Ende der Komnenendynastie.

Diese Armee der Komnenenkaiser war eine effiziente und gut ausgebildete Streitmacht, die in Ungarn, Italien und Kleinasien kämpfte. Allerdings besaß die neue Streitmacht gegenüber den traditionellen byzantinischen Armeen einen entscheidenden Nachteil: sie war nach Vorgaben westlicher Kriegskunst gestaltet und besaß nicht mehr die überlegene Disziplin, welche in früheren Zeiten den kaiserlichen Heeren oftmals den entscheidenden Vorteil verschafft hatten. Ohne diesen Faktor war das byzantinische Heer seinen Gegnern nur noch gleichwertig, nicht mehr überlegen. Als eine weitere Schwäche erwies sich die Tatsache, dass ihr effektiver Einsatz wie so vieles im Reich der Komnenendynastie von der Person des Herrschers und seinen Fähigkeiten abhing, der ihren Einsatz lenkte. Unter starken Kaisern wie Alexios, Johannes II. und Manuel (etwa 1081–1180) konnte das Heer das Reich ohne weiteres schützen, so dass Handel, Wandel und Kultur aufblühten. Wie man noch sehen wird, war das Verschwinden der kompetenten Komnenenkaiser ganz wesentlich dafür verantwortlich, dass die Effizienz der Armee zunehmend schwand, wodurch das Reich in einer entscheidenden Phase fast ungeschützt dastand. Dies gab dem Byzanz der mittelbyzantinischen Zeit letztendlich den Todesstoß.

## Pronoiai
Diese Art von Truppen ist eng mit der Komnenenzeit verbunden und begann im 12. Jahrhundert aufzutauchen, besonders während der Regierungszeit von Manuel I. (1143–1180). Diese Soldaten erhielten statt Sold ein Stück Land, waren aber keine Wehrbauern wie in der alten Themenordnung der mittelbyzantinischen Zeit. Das Pronoiai-System entwickelte sich zu einer Art Steuerpächtertum, das von den innerhalb der Grenzen des zugewiesenen Landstriches lebenden Bürgern (paroikoi) die Steuern einzog und einen Teil davon als Entlohnung behielt. Zuweilen werden die Pronoiai mit westlichen Rittern verglichen, die ebenfalls sowohl Krieger als auch Landesherren waren, und in der Tat nahmen zu dieser Zeit die Feudalisierungstendenzen innerhalb des Reiches auch unter westlichem Einfluss stark zu. Im Unterschied zu den Rittern war der Eigentümer des den Pronoiai zugeteilten Landes allerdings immer noch der Kaiser. Pronoiai-Truppen waren gewöhnlich Kavalleristen und glichen in ihrer Bewaffnung und Ausrüstung stark den westlichen Rittern, mit Lanzen, Schwertern und Panzerung für Ross und Reiter. Mit den schwindenden finanziellen Möglichkeiten des Reiches nach 1204 nahm die Zahl der Pronoiai immer mehr zu, ganz besonders im Kaiserreich Nikaia.

### Sekundärliteratur
- J. Birkenmeier: The development of the Komnenian army, 1081–1180
- John Haldon: Warfare, state and society in the Byzantine World
- John Haldon: Byzantium at War
- Ian Heath: Byzantine Armies AD 1118–1461
- Warren Treadgold: A History of the Byzantine State and Society
- Terence Wise: Armies of the Crusades
- Michael Angold: The Byzantine Empire 1025–1204, Longman, Harlow Essex (1984)